# Sphingicampa bisecta
Sphingicampa bisecta är en fjärilsart som beskrevs av Joseph Albert Lintner 1879. Sphingicampa bisecta ingår i släktet Sphingicampa och familjen påfågelsspinnare. Inga underarter finns listade i Catalogue of Life.